# The Human Equation
The Human Equation är ett studioalbum av Ayreon, utgivet 2004. Utöver Arjen Anthony Lucassen medverkar på albumet gäster som James LaBrie (Dream Theater), Mikael Åkerfeldt (Opeth), Eric Clayton (Saviour Machine) och Devin Townsend.
Albumets lyriska tema utforskar idén om en psykologisk återfödelse; historien behandlar en man som efter en bilolycka hamnat i ett 20 dagar långt koma, och vårdas i en sjukhussäng. Under komat konfronteras denne man – som benämns Jag – av sitt själviska förflutna, sina känslor och sin nuvarande situation där han ligger instängd i sitt eget sinne. Känslokaraktärerna som dyker upp kallar sig Orsak, Rädsla, Stolthet, Kärlek, Passion, Ilska/Ursinne samt Dödsångest. Ytterligare karaktärer är mannens hustru, föräldrar samt bästa vän – vilka i verkligheten sitter intill honom vid sjukhussängen, men finns samtidigt med honom i komat. De medverkande sångarna föreställer var och en rollkaraktär, medan varje låt är en dags sinnesutveckling.
I september 2015 gjordes en livemusikal/rockopera av albumet i Rotterdam, uppdelat i två akter, under namnet The Theater Equation och släpptes på DVD-film i juni 2016.

## Låtlista
Del 1
1. "Day One: Vigil" – 1:33
2. "Day Two: Isolation" – 8:42
3. "Day Three: Pain" – 4:59
4. "Day Four: Mystery" – 5:37
5. "Day Five: Voices" – 7:10
6. "Day Six: Childhood" – 5:05
7. "Day Seven: Hope" – 2:47
8. "Day Eight: School" – 4:23
9. "Day Nine: Playground" – 2:16
10. "Day Ten: Memories" – 3:57
11. "Day Eleven: Love" – 4:18

Del 2
1. "Day Twelve: Trauma" – 9:54
2. "Day Thirteen: Sign" – 4:47
3. "Day Fourteen: Pride" – 4:43
4. "Day Fifteen: Betrayal" – 5:24
5. "Day Sixteen: Loser" – 4:47
6. "Day Seventeen: Accident?" – 5:42
7. "Day Eighteen: Realization" – 4:31
8. "Day Nineteen: Disclosure" – 4:43
9. "Day Twenty: Confrontation" – 7:03